# Los Paseros
Los Paseros es un barrio perteneciente al distrito de Churriana de la ciudad andaluza de Málaga, España. Según la delimitación oficial del ayuntamiento, limita al norte y al oeste con los terrenos del Aeropuerto de Málaga-Costa del Sol; al este, con el complejo comercial Bahía Azul; y al sur, con los terrenos no urbanizados de la finca de Santa Tecla, que lo separan del barrio de El Olivar.

## Transporte
En autobús queda conectado mediante las siguientes líneas de la EMT: 
| Línea | Trayecto                      | Recorrido | Frecuencia    |
| ----- | ----------------------------- | --------- | ------------- |
| 10    | Alameda Principal - Churriana | Recorrido | 25-30 minutos |